# Monte Generoso
Monte Generoso es una montaña de 1701 metros de altura perteneciente a los Prealpes de Lugano de Suiza e Italia. Se encuentra situado entre el Lago de Lugano y el Lago de Como, perteneciendo una parte de su territorio al Cantón del Tesino en Suiza y la otra parte a la región italiana de Lombardía.
Para acceder al Monte Generoso se puede coger un ferrocarril de cremallera de vía estrecha que nace en Capolago, Suiza y alcanza la cima por la ladera oeste. Desde la estación superior del ferrocarril hasta el pico existe un camino pavimentado.
Desde la cima se pueden contemplar los lagos de la zona (Lago de Lugano, Lago de Como, Lago Delio y Lago Maggiore), así como el valle del Po y las ciudades de Lugano y Milán. 